# Opuntia stricta
El nopal tunero costero (Opuntia stricta (Haw.)), o chumbera en España, es una especie fanerógama perteneciente a la familia Cactaceae. Está incluido en la lista 100 de las especies exóticas invasoras más dañinas del mundo de la Unión Internacional para la Conservación de la Naturaleza.

## Distribución
Nativas de Norteamérica en México, Estados Unidos y Cuba.
Por sus usos ha sido distribuida ampliamente fuera de su área original. Debido a su potencial colonizador y constituir una amenaza grave para las especies autóctonas, los hábitats o los ecosistemas, esta especie ha sido incluida en el Catálogo Español de Especies Exóticas Invasoras, regulado por el Real Decreto 630/2013, de 2 de agosto, estando prohibida en España su introducción en el medio natural, posesión, transporte, tráfico y comercio, con la salvedad de las Islas Canarias para esta especie.

## Descripción
Es un planta rastrera suculenta armada de espinas, de color púrpura y flores de color naranja y amarillo.

## Taxonomía
Opuntia stricta  fue descrita por (Willd.) Sweet y publicado en Hortus Britannicus 1: 172. 1826.
Etimología
Opuntia: nombre genérico  que proviene del griego usado por Plinio el Viejo para una planta que creció alrededor de la ciudad de Opus en Grecia.
stricta: epíteto latino que significa "erecta".
Sinonimia
- Cactus opuntia var. inermis DC.
- Cactus strictus Haw.
- Cephalocereus strictus (Willd.) Borg
- Cereus mollis Pfeiff.
- Cereus nigricans Pfeiff.
- Cereus strictus (Willd.) DC.
- Consolea bahamana (Britton & Rose) A.Berger
- Opuntia anahuacensis Griffiths
- Opuntia inermis (DC.) DC.
- Pilocereus flavispinus Rümpler
- Pilocereus nigricans Sencke ex Lem.[7]